# Adzsátasatru

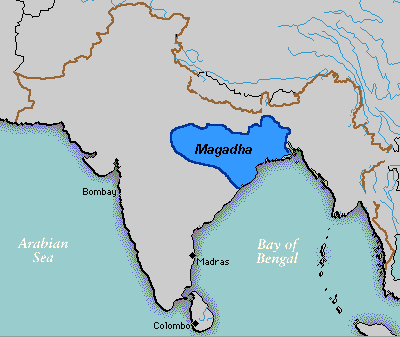
Magadha hozzávetőleges kiterjedése az i.e. 5. században

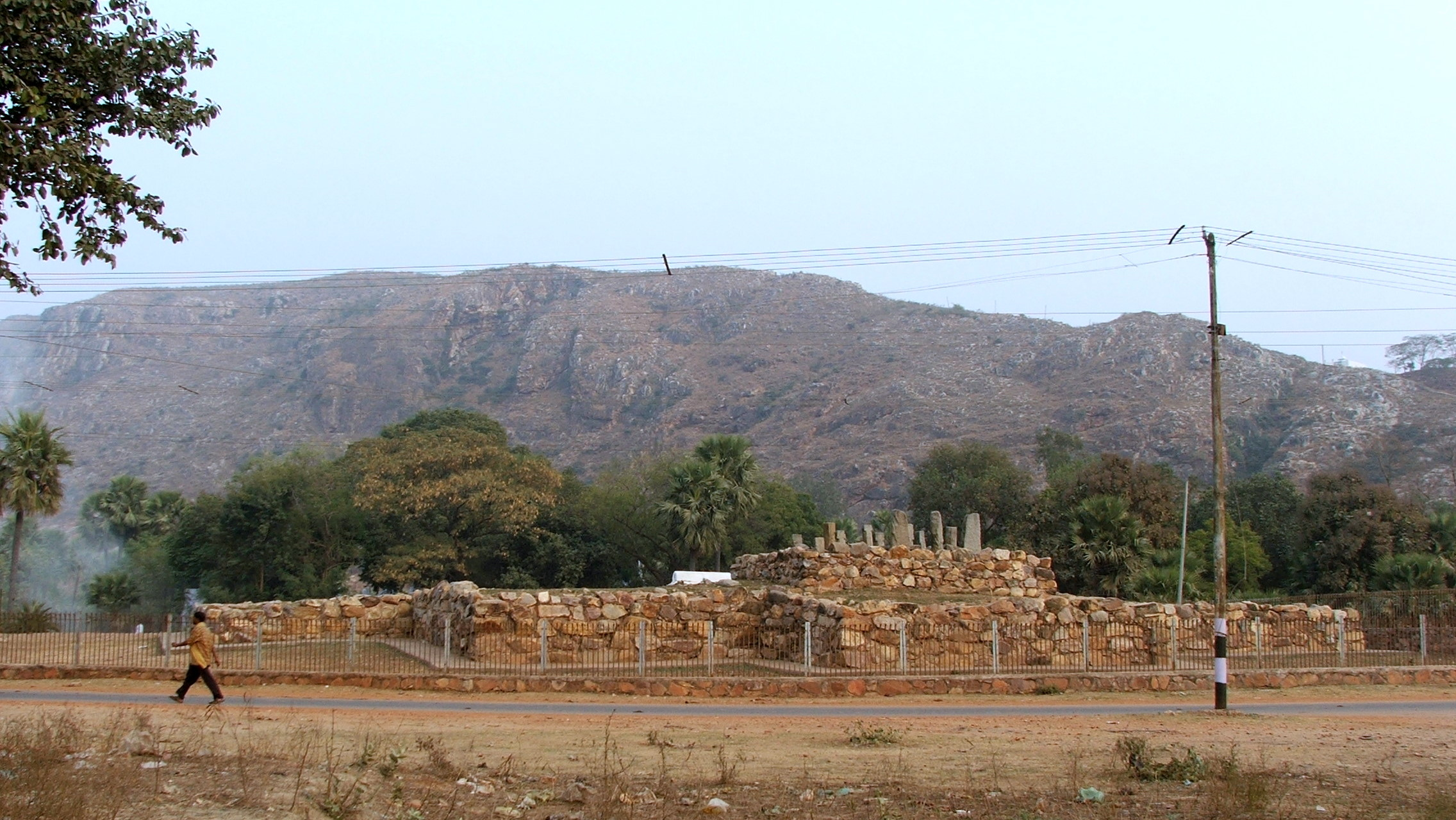
Adzsátasatru sztúpa Rádzsgírban, ahol hamvait eltemették

Adzsátasatru vagy Adzsátaszattu (uralkodása: i.e. 492 körül – i.e. 460 körül) a Magadha Birodalom Harjanka-dinasztiájának császára volt, Bimbiszára király (i.e. 558 – i.e. 491) fia. Vardhamána (i.e. 540–468) és Gautama Buddha (i.e. 563–483) kortársa volt. Erőszakkal vette át Magadha uralkodói címét apjától, akit bebörtönzött. Adzsátasatru háborúban állt a vaddzsi néppel, amelyet a licchavi klán uralt. A hódító uralkodó elfoglalta a Vaisáli köztársaságot, csatában legyőzte Kosala királyát és a szomszéd királyságokban uralkodó testvéreit. Emiatt tört ki a háború Magadha és Kosala között. Adzsátasatru elfoglalta Kasit és a kisebb királyságait, végül Magadha Észak-India leghatalmasabb királysága lett.

## Születése
Adzsátasatru másik neve Kunika. A mathurai kormányzati múzeumban található ősi feliratban neve úgy szerepel, hogy vaidehi putra Ajatasatru Kunika.  Adzsátasatru története szerepel a buddhista Tripitakában és a dzsaina ágamákban.  Születéstörténete mindkét hagyományban többé kevésbé megegyezik. A dzsainizmus szerint Adzsátasatru Bimbiszára király és Cselna királyné fia, a buddhista hagyomány szerint Bimbiszára és Koszala Dévi fia volt. Érdekes, hogy mindkét történetben a királynét Vaidehi-nek nevezik. Innen a feliratban is szereplő Vaidehiputra név, amelyből tehát nem derül ki pontosabban az édesanyja valódi neve.
A dzsaina Nirajavalika-szutta szerint Cselna királyné terhessége alatt erős vágyat érzett, hogy férje szívéből szárított húst fogyasszon és hozzá likőrt igyon. A bölcs Abhajakumara herceg, Bimbiszára király és Nanda királynő fia szívre emlékeztető szárított gyümölcsöt adott Cselnának, aki elfogyasztotta azt. Később a királyné lelkiismeret furdalást érzett, hogy ilyen démoni vágyai voltak és félt, hogy a gyermeke mikor felnő végzetes lehet a családja számára. Ezért pár hónapos korában eltávolíttatta a csecsemőt a palotából egy szemétdombra. A király amikor megtudta ezt, azonnal  visszahozatta a gyermeket, akinek a kisujja erősen vérzett egy kakascsípés következtében. Az apa meggyógyította a csecsemőt, aki a kisujjáról a Kunika („fájós ujj”) becenevet kapta. Később vette fel az Asókacsanda nevet.
A buddhista Atthakatha szövegben a történet majdnem teljesen azonos a fentivel, csupán ebben Koszaladevi vágya az volt, hogy Bimbiszára karjából igyon vért és a palotából kidobott csecsemőt nem egy kakas csípte meg, hanem egy fertőzéstől lett hólyagos a kisujja.

## Bimbiszára halála
A dzsaina történet szerint Bimbiszára öngyilkos lett, a buddhista történet szerint azonban kegyetlenül meggyilkolták.

### A dzsaina hagyományban
Egyszer, amikor Adzsátasatru éppen újszülött csecsemőjét etette az ölében, a baba bepisilt és pár csepp a tányérjára került. A gyermeke iránt érzett együttérzésből nem cserélte ki a tányérját, csupán a vállán lógó ronggyal megtörölte azt és arról evett tovább. Egy falat lenyelése közben azt kérdezte a mellette ülő Cselnát, hogy az látott-e már valaha ilyen szerető édesapát, amire az édesanya elmesélte Bimbiszára történetét, aki kiszívta a gyermeke vérző kisujjából a vért. Ez a történet mély érzelmeket váltott ki Adzsátasatruból az apja felé. Azon nyomban felpattant, felkapta fejszéjét és a börtönbe sietett, hogy saját kezével verje le a láncokat és szabadon engedje édesapját. Azonban, amikor Bimbiszára meglátta a fejszével közeledő fiát, azt gondolta, hogy az meg akarja ölni. Ezért inkább a saját kezével ölte meg magát. A gyűrűjében található mérget nyelte le.

### A buddhista hagyományban
Adzsátasatru csupán Koszaladevi számára engedte meg, hogy a füstös cellában felkeresse Bimbiszárát. Adzsátasatru halálra kívánta éheztetni az apját, mivel Dévadatta azt mondta neki, hogy egy fiú fegyverrel nem ölheti meg az apját. Koszaladevi kis csomagokban hordott élelmet Bimbiszárának. Miután elkapták a haja alatt elrejtve hordta az élelmet, majd miután megint elkapták az arany papucsába rejtette azt, de megint elkapták az őrök. Ezután a testére négy réteg mézet kent, amelyet a király a testéről nyalt le. Dévadattát ismét elkapták és örökre el lett tiltva a látogatóktól. Amikor Adzsátasatru látta, hogy a király még így sem pusztul el, elrendelte, hogy egy borbély vágja le a király lábait, majd öntsön rá sót, forró olaja és khaira fából gyújtott tüzet. A király így végül meghalt.

## Birodalma

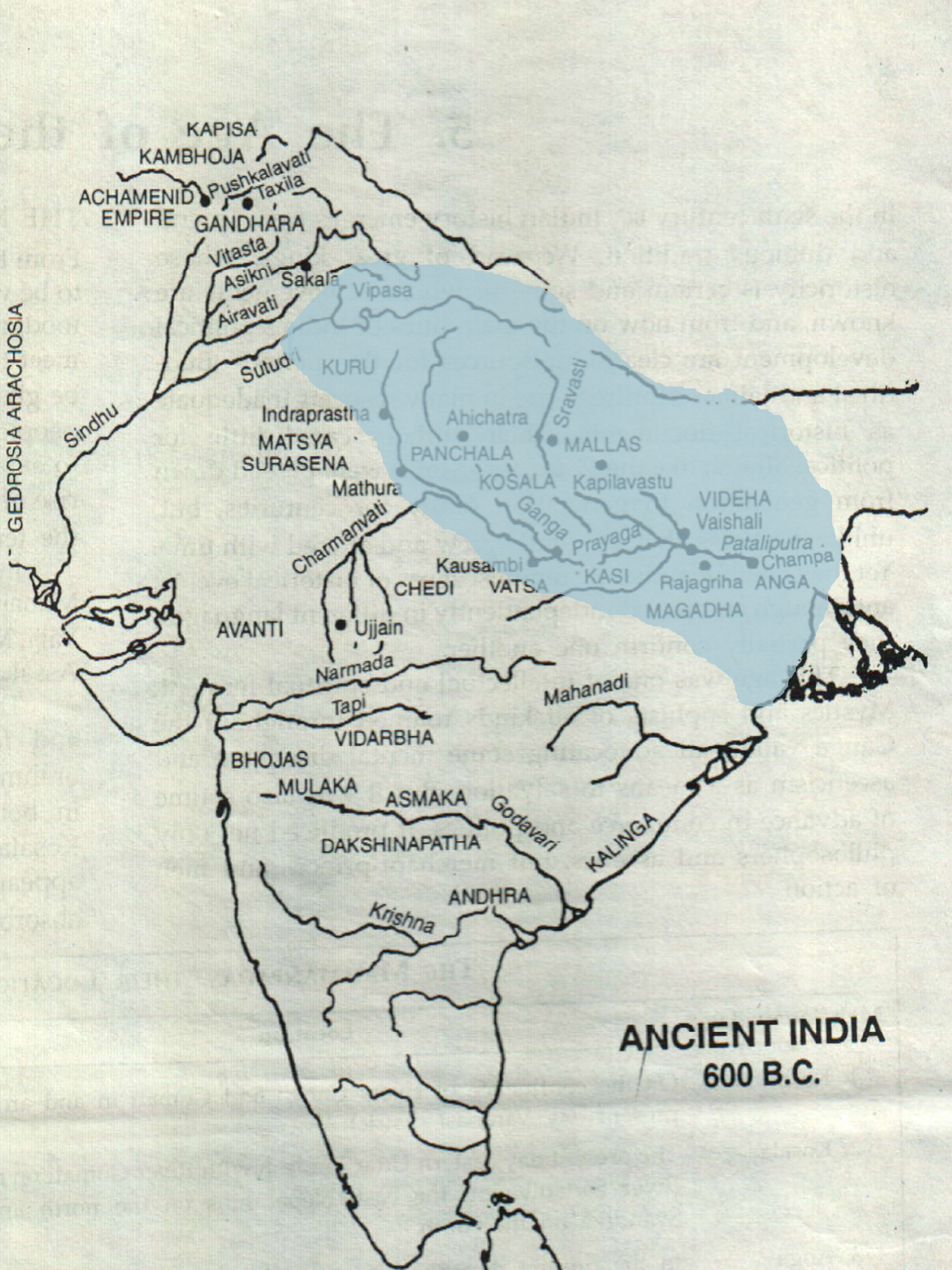
Adzsátasatru birodalma

Vaisáli, Kaszi és Kosala (Kaushala) elfoglalása után Adzsátasatru 36 köztársaságot is leigázott a királysága szomszédságában. Ezzel jelentősen megerősítette Magadha fennhatóságát a körzetben. Hatalmas királyság fölött uralkodott, amely kiterjedt a mai India Bihár, Csandígarh, Harijána, Uttarakhand, Himácsal Prades, Delhi, Uttar Prades, Madhja Prades egy negyede, Cshattíszgarh csúcsa, Dzshárkhand egy kis részének, Nyugat-Bengál területére.
Adzsátasatru két minisztere, Szunidha és Vasszakára, segítségével erődöt épített a Gangesz partjára, hogy megerősítse Magadha védelmét. A település neve kezdetben Pátali Grama falu volt, majd később kapta a Pátaliputra nevet, amely ma Bihár állam fővárosa, Patna.
A Maháparinirvana-szutta szerint, amikor Pátaliputra épült, éppen arra járt Buddha, akinek nagyon tetszett ugyan a település, három végzetes dolgot említett a városra nézve: tűz, víz és viszály az emberek között.

### Könyvek
- Ācharya Nagrajji D.Litt. "Agama and Tripitaka- A comparative study of Lord Mahavira and Lord Buddha", vol. 1, History and Tradition, chapter 14 "Follower Kings" pg.355-377. (English version by Muni Mahendrakumarji) published by Concept Publishing Company, New Delhi 110059.
- G.P.Singh,2004. "Early Indian Historical Tradition and Archaeology". D.K.Printworld(P)Ltd-New Delhi 110015; pp. 164, 165
- Jain Aagam 1st Upanga Uvavai Sutta Chapter Kunika

### Külső hivatkozások
- Adzsátaszattu a páli tulajdonnevek buddhista szótárában